# Alois Guger
Alois Guger (* 3. September 1944) ist ein österreichischer Wirtschaftswissenschafter.

## Leben
Alois Guger war nach dem Studium der Volkswirtschaft an der Johannes Kepler Universität in Linz, welches er 1971 mit dem Akademischen Grad Magister abschloss,  Universitätsassistent am Institut für Volkswirtschaftslehre und Wirtschaftspolitik der Technischen Universität Wien. Von 1981 bis zu seiner Pensionierung im Jahr 2009 arbeitete am Österreichischen Institut für Wirtschaftsforschung (WIFO) als wissenschaftlicher Mitarbeiter; zwischen 1998 und 2002 war er auch im WIFO-Leitungsteam. Alois Guger lehrte an der Johannes Kepler Universität Linz, der Technischen Universität Wien und der Wirtschaftsuniversität Wien als Lektor Makroökonomie, Einkommensverteilung und Wirtschaftspolitik.
Ein wichtiger Schwerpunkt der wissenschaftlichen Arbeit von Alois Guger bildet die Sozialpolitik.  Er arbeitete zu Kinderkosten und Familienförderung, zu Gesundheitssystem und Pflege, vor allem aber zu Pensionen und zur ökonomischen Verteilungsforschung.

## Berufliches Engagement
Im Rahmen seiner Tätigkeit am  Wirtschaftsforschungsinstitut WIFO stand er für eine Reform der Finanzierung des Sozialsystems ein. Er betonte in seinem Referat, dass die Investitionen im Bildungsbereich bereits in der vorschulischen Phase ansetzen müssten.  Guger fordert in dieser Hinsicht geringere Lohnabhängigkeit und progressive Besteuerung – auch in Form einer Vermögensbesteuerung.
Er ist Verwalter und Gestalter des Nachlasses von Josef Steindl und organisierte die erste Steindl-Konferenz 1992.

## Arbeiten & Publikationen
Alois Guger publizierte theoretische und empirische Arbeiten zur Beschäftigungstheorie und -Politik, zur Preis- und Lohnbildung sowie zu Fragen der Einkommenspolitik und Einkommensverteilung. In den achtziger Jahren brachte er die Erfahrungen der österreichischen Sozialpartnerschaft in die damalige internationale Neo-Korporatismusdiskussion ein.
Über seine keynesianische Grundausrichtung kam Alois Guger früh in Kontakt mit der wirtschaftswissenschaftlichen Abteilung der Arbeiterkammer. Im Rahmen von WIFO-Monatsberichten berichtete er wiederholt zu Themen der „Wirtschaft & Gesellschaft“. Ein Beitrag handelte über Arbeitskosten der Industrie im internationalen Vergleich, der eine unverzichtbare Grundlage für die Kollektivvertragsverhandlungen
bildete.
Er war bis 2009 Mitglied der österreichischen Pensionskommission und trat in den Reformdebatten seit Mitte der neunziger Jahre als Pensionsexperte hervor. Mit der neuen Epoche der empirischen Verteilungsforschung in Österreich im Jahr 1987 erschien die erste WIFO Umverteilungsstudie unter Guger's Federführung. Er publizierte regelmäßig zur Lohn- und Verteilungspolitik und koordinierte die vom Parlament initiierten WIFO-Studien zur Umverteilung durch den Staat in Österreich.
2019 publizierte Guger vier der zahlreichen Aufsätze von Josef Steindl zusammen mit einem einordnenden Beitrag zu Steindls Werk in Heft 2/2019 der Wirtschaft und Gesellschaft.

## Veröffentlichungen (Auswahl)
- Fiscal and Monetary Policy in the Keynes-Kalecki Tradition (gem.m. Ewald Walterskirchen), in: J. A. Kregel, E. Matzner, A. Roncaglia (eds.): Barriers to Full Employment, Macmillan Press, London, 1988, 103–132
- Corporatism: Success or Failure? Austrian Experiences, in: J. Pekkarinen, M. Pohjola, B. Rowthorn (eds.): Social Corporatism. A Superior Economic System?, Clarendon Press, Oxford, 1992, p. 338–362
- Ökonomie in Theorie und Praxis. Festschrift für Helmut Frisch, 2002, ISBN 978-3-540-42240-2
- Die Effektivität wohlfahrtsstaatlicher Distributionspolitiken – Trends im internationalen Vergleich, in: M. Held, G. Kubon-Gilke, R. Sturn (Hrsg.): Normative und institutionelle Grundfragen der Ökonomie, Jahrbuch 5,Soziale Sicherung in Marktgesellschaften, Metropolis Verlag, Marburg, 2006, S. 221–244.
- Umverteilung durch den Staat in Österreich, (gem.m. M. Agwi, A. Buxbaum, E. Festl, K. Knittler, V. Halsmayr, H. Pitlik, S. Sturn, M. Wüger), WIFO-Studie, Wien, 2009, ISBN 978-3-85010-223-0
- Einkommensverteilung als Krisenursache, Festschrift für Günther Chaloupek anlässlich seines 65. Geburtstags, Wirtschaft und Gesellschaft, 38. Jg.(2), 2012, S. 345–356
- Frühe Keynes-Rezeptionen am Institut für Konjunkturforschung bzw. WIFO in: Wie kam der Keynesianismus nach Österreich, 2016, S. 45–72

## Belege
1. 1 2 3  https://alois.guger.wifo.ac.at/
2. 1 2 3 4 5  Markus Marterbauer: Laudatio Alois Guger – Ökonom und Menschenfreund, 2019
3. ↑  Kontraste, Nummer 4, 2015
4. ↑  https://www.wifo.ac.at/

| Personendaten    | Personendaten                              |
| ---------------- | ------------------------------------------ |
| NAME             | Guger, Alois                               |
| KURZBESCHREIBUNG | österreichischer Wirtschaftswissenschafter |
| GEBURTSDATUM     | 3. September 1944                          |